# جاسم الموسى
جاسم محمد عثمان الموسى (1944 - 2013) - وزير الأشغال العامة الكويتي السابق مُنذ 1990 حتى 1991.

## السيرة الشخصية
ولد بالحي الشرقي من مدينة الكويت عام 1944، حاصل علي شهادة بكالوريوس محاسبة قسم المحاسبة من جامعة القاهرة عام 1969، كما حصل على شهادة دبلوم المرحلة التالية من مركز الدراسات المصرفية عام 1973، كما عين نائب رئيس مجلس الإدارة والمدير العام للمركز المالي الكويتي ومدير الشؤون الإدارية في بنك الخليج، انتسب لعضوية جمعية المحاسبين وجمعية الاقتصاديين وجمعية الخريجين والجمعية الكويتية لمتداولي القطع، وأختير وزير لوزارة الأشغال العامة عامي 1990 و1991.